# Kukal
Le Kukal est une rivière de Bosnie-Herzégovine. Il est un affluent droit de la Drina, donc un sous-affluent du Danube par la Save. Il fait partie du bassin versant de la mer Noire.

## Géographie
Le Kukal se jette dans la Drina à la hauteur du village de Đurevići.